# Onext Touch&Read
Onext Touch&Read — электронное устройство для чтения книг в электронных форматах, с поддержкой mp3-файлов и Wi-Fi.

## Описание устройства
В данном электронном устройстве используется такой тип экрана, как Sipix, который отличается от e-ink-экранов большей четкостью и серым оттенком бумаги. Работает на операционной системе Linux. Onext Touch&Read имеет сенсорное управление и функцию «супер-тач», которая позволяет менять масштаб текста и изображений при помощи пальцев. Поддержка интернета позволяет скачивать произведения в самом устройстве, также можно просматривать видео и RRS-ленту. Наличие акселерометра.

## Модельный ряд

### Onext Touch&Read 001
Первая модель ридера появилась в августе 2010 года.

#### Технические характеристики
- Экран: сенсорный ёмкостный дисплей SiPix 6’’ (600×800 точек), 16 градаций серого (AUO LCD sipix A0608E02)
- Процессор: Samsung 2416, 400 МГц
- Wi-Fi, Интернет-браузер
- Операционная система: Linux 2.6
- Память: 128 МБ оперативной памяти, 2 ГБ постоянной памяти
- Интерфейс: MicroUSB-порт для подключения к ПК и заряда аккумулятора, microSD-разъем с поддержкой SDHC (карт высокой ёмкости)
- Аккумулятор: литий-полимерный, 1530 мА-ч (до 10000 страниц без подзарядки)
- Поддержка форматов книг: FB2, FB2.ZIP, EPUB, TXT, PDF, HTML, DJVU, CHM, RTF, DOC
- Поддержка мультимедиа форматов: JPG, PNG, BMP, MP3

### Onext Touch&Read 002
Вторая модель ридера появилась в декабре 2010 года.

#### Технические характеристики
- Экран: Сенсорный ёмкостный дисплей SiPix 9’’ (1024×768 точек), 16 градаций серого
- Процессор: Samsung 2416, 400 МГц
- Wi-Fi, Интернет-браузер
- Операционная система: Linux 2.6
- Память: 128 МБ оперативной памяти, 2 ГБ постоянной памяти
- Интерфейс: MicroUSB-порт для подключения к ПК и заряда аккумулятора, microSD-разъем с поддержкой SDHC (карт высокой ёмкости)
- Аккумулятор: литий-полимерный, 1530 мА-ч (до 10000 страниц без подзарядки)
- Поддержка форматов книг: FB2, FB2.ZIP, EPUB, TXT, PDF, HTML, DJVU, CHM, RTF, DOC
- Поддержка мультимедиа форматов: JPG, PNG, BMP, MP3

## Обновления программного обеспечения
Компания «Onext» больше не выпускает прошивки с новыми функциями и дополнениями.
Модели 001 и 002 сняты с производства.
Однако, старые версии прошивок выложены на сайте https://web.archive.org/web/20131029213827/http://myonext.ru/support/